# Omobranchus ferox
Omobranchus ferox is een straalvinnige vissensoort uit de familie van naakte slijmvissen (Blenniidae). De wetenschappelijke naam van de soort is voor het eerst geldig gepubliceerd in 1927 door Herre.